# ليندا سميث (ممثلة)
ليندا سميث (بالإنجليزية: Linda Ellerbee)‏ هي صحفية وكاتبةللأطفال وكاتِبة وممثلة أمريكية، ولدت في 15 أغسطس 1944 في الولايات المتحدة. من الجوائز التي نالتها جائزة بيبودي ‏.

## جوائز
- جائزة بيبودي [الإنجليزية]‏

## وصلات خارجية
- ليندا سميث على موقع IMDb (الإنجليزية)
- ليندا سميث على موقع إن إن دي بي (الإنجليزية)
- ليندا سميث على موقع قاعدة بيانات الفيلم (الإنجليزية)
- ليندا سميث على موقع كينوبويسك (الروسية)